# Giovanni Battista Agnozzi
Giovanni Battista Agnozzi (* 2. August 1821 in Mogliano; † 4. Februar 1888 in Bogota) war ein italienischer Priester.

Giovanni Battista Agnozzi

## Leben
Giovanni Battista Agnozzi, geboren 1821 in Mogliano, in den italienischen Marken, war von 1854 bis 1859 als Auditor an der Schweizer Nuntiatur in Luzern tätig, wo er von 1868 bis 1873/74 selbst als Geschäftsträger amtete. Im Rahmen des Kulturkampfes in der Schweiz und nach einem Gesinnungswandel des Schweizerischen Bundesrates als Reaktion auf das päpstliche Schreiben „Etsi multa luctuosa“ vom 21. November 1873, wurde die Nuntiatur geschlossen und Agnozzi des Landes verwiesen. Er verließ am 12. Februar 1874 die Schweiz in Richtung Rom mit den Worten: „Vale Helvetia, cum usibus et abusibus tuis“ (Lebe wohl, Schweiz, mit deinen Sitten und Unsitten). Im Jahre 1882 ging Agnozzi als päpstlicher Gesandter nach Bogota/Kolumbien, wo er 1888 starb.